# 安成二郎
安成 二郎 （やすなり じろう、1886年9月19日 - 1974年4月30日）は、日本の歌人、小説家。

## 来歴
秋田県北秋田郡（現・北秋田市）出身。父正治は元長府藩士で阿仁鉱山の高級機械工だった。兄は評論家安成貞雄、弟は福原信三の秘書だった安成三郎。
秋田縣立大舘中學校を中退した後に上京し、徳田秋声の門下生になった。土岐善麿編集の「生活と藝術」などで生活派の短歌を発表する一方で、金尾文淵堂を振り出しに、実業之世界社や複数の新聞社の編集記者として長く勤めた。平民社に出入りしていた兄貞雄の影響で、大正初期から内田魯庵、大杉栄らと交流を持った。大杉や荒畑寒村が創刊した「近代思想」の編集の手伝いを兄とともに行った。東京毎日新聞記者や読売新聞婦人部長なども経験した。1923年（大正12年）の甘粕事件の際には、大杉一家の死体検分と火葬に立ち会った。
1926年（大正15年）に阿佐ヶ谷に家を建ててからは、阿佐ヶ谷文士村の一人として、井伏鱒二や太宰治、上林暁などと交友を持った。昭和初期には大阪毎日新聞学芸部嘱託記者（東京在勤）を経て平凡社に勤務し、百科事典の編集に携わった。
戦後は文壇の交流録「花万朶」や、大杉の回想録「無政府地獄 - 大杉栄襍記」を出版した。

## 人物
- 大の将棋好きで、井伏鱒二ともよく対局していた。阿佐ヶ谷文士村の基礎となった「阿佐ヶ谷将棋会」の中心メンバーであった。

## 主要著作
- 貧乏と恋と 実業之世界社 1916
- 子を打つ アルス 1925
- 夜知麻多 草木屋出版部 1938
- 花万朶 同成社 1972
- 無政府地獄 大杉栄襍記 新泉社 1973